# Filipstads kyrka

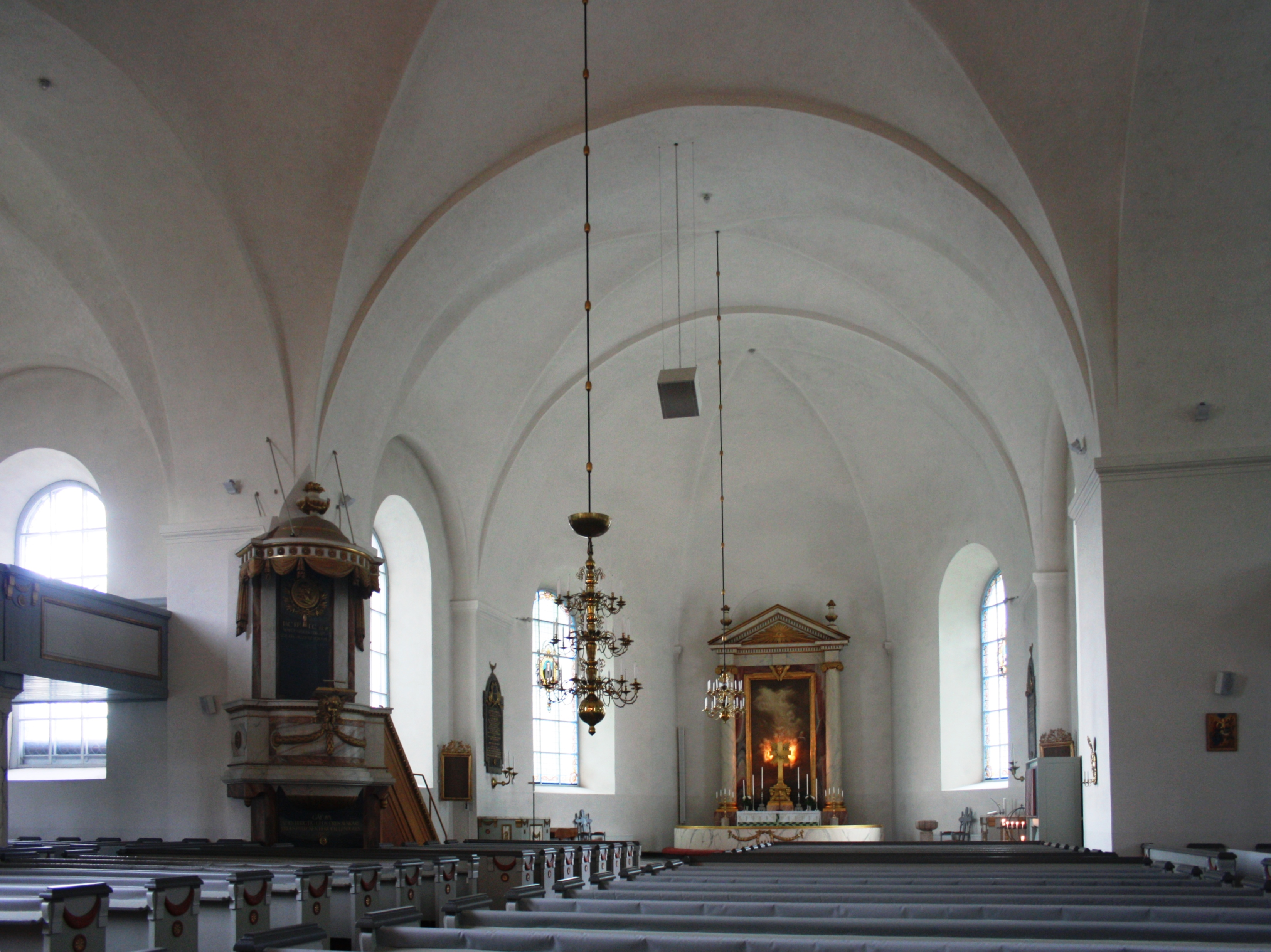
Kyrkorum

Filipstads kyrka är en kyrkobyggnad som tillhör Filipstads församling i Karlstads stift. Kyrkan ligger centralt i Filipstad vid sjön Daglösen.

## Kyrkobyggnaden
Nuvarande stenkyrka i gustaviansk stil grundlades 1779 (entreprenadauktion hölls den 14 juni 1779 om arbetets påbörjande efteråt), fullbordades med mycket kostnad och invigdes söndagen 23 oktober 1785 av kungliga hovpredikanten och prosten över Nyeds kontrakt, doktor Herman Schröderheim. Den ersatte en tidigare träkyrka som ödelades vid stadsbranden 1775. Den har en korsformad planform med tresidigt kor i öster. I väster finns kyrktornet med vapenhus och huvudingång. Korsarmar sträcker sig ut åt norr och söder. Vid korets norra sida finns en utbyggd sakristia. En utbyggnad finns även vid korets södra sida. Kyrkan täcks av mansardtak. Kyrkorummets innertak har kryssvalv. 1894 försågs valv och väggar med dekorativa motiv.

## Inventarier
- Predikstol och altaruppsats är tillverkade 1789 av Jean Erik Rehn.
- Altartavlan är målad 1789 av Lars Bolander.
- Dopfunten skänktes till kyrkan 1932 av kyrkliga ungdomskretsen. Den är gjord av guldbrun marmor och har formgivits för att passa ett silverdopfat från 1732.

Orgel
- 1796 byggdes en orgel av Matthias Svalberg. I början av 1869 var en reparation och ombyggnad av orgelverket gjord av Erik Adolf Setterquist, Örebro. Det bjöd på många svårigheter och dels var verket för högt stämt så de öppna labialpiporna fick justeras en hel tonhöjd. Nya stämmor tillverkades också som Gamba 8', från c, Flûte Harmonique 8', från c, Salicional 8', från c, Principal 16', från fiss, Flûte Octaviante 4' och Violone 16'. Principalbasen fick tillsatt ett andrag och regering. Intoneringen av de nya och gamla stämmorna blev jämn och fin med rätt temperering. Manual- och öververkslådorna fick nya insatta ventiler. Många delar blev nytillverkade eller förändrade enligt kontraktet. Orgeln blev besiktigad 6 februari 1869 av musikdirektör Carl Johan Lewerth, organist i Örebro, som godkände med beröm.[3] 1939 byggdes orgeln om till 33 stämmor, tre manualer och pedal av A. Magnusson orgelbyggeri i Göteborg.
- 1981 byggdes en ny orgel bakom den gamla fasaden av Grönlunds Orgelbyggeri i Gammelstad som då fick 49 stämmor på tre manualer och pedal. 2015 renoverades den av Karl Nelson Orgelbyggeri i Lidköping och försågs med ett digitalt kombinationsystem samt omintonation av ett större antal stämmor.

### Webbkällor
- Kyrkor i Karlstads stift Del I, Utgiven av Värmlands Museum och Karlstads stift, 2008, ISBN 91-85224-71-5
- anläggningspresentation
- byggnadspresentation